# Jevgenij Pavlovskij
Jevgenij Nikanorovitj Pavlovskij (på ryska Евге́ний Никано́рович Павло́вский), född 1884, död 1965, var en rysk parasitolog och zoolog. Han utvecklade ekologisk forskning om parasiter och bärare av dem. Han var medlem av Sovjetunionens Vetenskapsakademi och Polska Vetenskapsakadamien.

## Utmärkelser
- Förtjänstfull vetenskapsman i Ryska SFSR[4][3]
- Röda stjärnans orden,  1936
- Statliga Stalinpriset, 1:a graden,  1941
- Leninorden,  1944
- Leninorden,  1945
- Leninorden,  1945
- Statliga Stalinpriset, 1:a graden,  1950
- Leninorden,  1954
- Darwin–Wallace-medaljen,  1958[5]
- Hedersdoktor vid Sorbonne,  1959[6]
- Leninorden,  1961
- Leninorden,  1964
- Leninpriset,  1965
- Medalj ”För segern över Tyskland i det Stora Fäderneslandskriget 1941-1945”
- Röda fanans orden
- Arbetets Röda Fanas orden
- För försvaret av Leningrad
- Röda fanans orden
- Medalj till minne av Moskvas 800-årsjubileum
- Arbetets Röda Fanas orden
- Socialistiska arbetets hjälte[3]
- Jubileumsmedaljen "20 år med arbetarnas och böndernas röda armé"
- Jubileumsmedalj "30 år för sovjetiska armén och flottan"
- Medalj ”För tappert arbete under det Stora Fäderneslandkriget 1941-1945”

[Redigera Wikidata]